# Lydia Cacho
Lydia Cacho Ribeiro (sinh ngày 12 tháng 4 năm 1963 tại thành phố Mexico) là nhà văn, nhà báo, nhà tranh đấu cho nữ quyền và nhà hoạt động nhân quyền người México. Bà là thành viên của tổ chức Red Internacional de Periodistas con Visión de Género.

## Tiểu sử
Lydia Cacho Ribeiro là con của nhà tâm lý học và nhà tranh đấu cho nữ quyền - Paulette Ribeiro - gốc Pháp-Bồ Đào Nha, di cư sang México trong thời Chiến tranh thế giới thứ hai, và kết hôn với Oscar Cacho, một kỹ sư cơ khí quân sự. Bản thân Cacho đã gặp một người nước ngoài định cư ở Cancún, Quintana Roo năm 1985.
Năm 2000, bà cùng một số người khác lập ra "Centro Integral de Atención a las Mujeres" (Trung tâm chăm sóc toàn diện cho phụ nữ), để chăm sóc cho các phụ nữ và trẻ em là nạn nhân của bạo lực gia đình và lạm dụng tình dục.
Bà bắt đầu viết mục văn hóa cho báo Novedades de Cancún rồi một thập kỷ sau viết các bài về nạn mãi dâm của những gái điếm Cuba và Argentina trong thành phố. Năm 2003, Cacho vết các bài về lạm dụng tình dục của các trẻ vị thành niên cho báo Por Esto trong đó có một bài về một cô gái bị chủ một khách sạn lạm dụng tình dục. ("A bote pronto: Lydia Cacho, periodista", Life & Style, November 2006, #27).

## Los Demonios del Edén
Sau đó Cacho viết quyển "Los Demonios del Edén" (Những con quỷ ở Eden) trong đó bà cáo buộc Jean Succar Kuri tham gia vào một ổ ấu dâm và mãi dâm, dựa trên các lời khai chính thức từ các nạn nhân của ông ta và thậm chí cả một đoạn video (quay bằng camera giấu kín). Cuốn sách đề cập đến cả các chính khách quan trọng như Emilio Gamboa Patrón và Miguel Ángel Yunes cũng tham gia, và nói rằng Kamel Nacif Borge, một doanh nhân Puebla, đã che chở Succar Kuri.
Nacif Borge đã kiện Cacho về tội phỉ báng ở Puebla, và một nhóm cảnh sát của tiểu bang đã bắt giữ bà bất hợp pháp ở Quintana Roo và dẫn độ từ tiểu bang này sang tiểu bang khác. Bà nói bà không biết lý do mình bị bắt vì trước đó đã không nhận được trát hầu tòa. Bà nộp tiền phạt và được trả tự do.
Ngày 14.2.2006, nhật báo La Jornada của thành phố Mexico đã tiết lộ nhiều cuộc nói chuyện điện thoại giữa Nacif Borge và Mario Marín, thống đốc tiểu bang Puebla, khiến cho phương tiện truyền thông bàn luận sôi nổi. Trong các cuộc điện đàm kể trên, trước khi bắt giữ Cacho, Marín và Nacif Borge đã bàn việc đưa Cacho vào nhà tù như một lợi thế, sẽ cho đánh đập và đối xử tàn nhẫn khi giam tù để làm cho bà câm họng.
Ngày 29.11.2007, Tòa án Tối cao Mexico đã phán quyết là thống đốc Marín không vi phạm luật trong việc bắt giam và quấy nhiễu Cacho, sau đó Hội đồng Nhân quyền Liên Hợp Quốc đã khuyên bà nên rời khỏi nước và cung cấp nơi tỵ nạn chính trị, hỗ trợ pháp lý, cùng quyền đưa vụ việc ra trước các tòa án quốc tế.
Trong khi bị giam giữ, Cacho đã được trao Premio Francisco Ojeda al Valor Periodístico (Giải Francisco Ojeda cho Sự dũng cảm trong nghề báo).
Tháng 5 năm 2006, Cacho đã đưa vụ giết các phụ nữ ở Ciudad Juárez mà không được giải quyết ra để kêu gọi hành động chống việc lạm dụng phụ nữ ở Mexico mà không bị trừng phạt.
Điều khiến cho nước ngoài kinh dị là việc phát hiện thường xuyên các phụ nữ bị giết mà tử thi được khám thấy các kiểu lạm dụng tình dục, cưỡng hiếp, mutilation (cắt xẻo một bộ phận thân thể) lặp đi lặp lại và bị vứt bỏ như đồ bỏ đi trong cảnh thương tâm ở hoang mạc và các vùng ngoại ô của Ciudad Juárez.

## Giải thưởng
- 2007: Giải Ginetta Sagan cho quyền Phụ nữ và Trẻ em (Ginetta Sagan Award for Women and Children's Rights) của Tổ chức Ân xá Quốc tế[8] và "Giải dũng cảm trong nghề báo của IWMF" (Quỹ Truyền thông của Phụ nữ quốc tế).[9]
- 2008: Giải Guillermo Cano cho Tự do Báo chí trên thế giới.[10]
- 2008: Giải Tucholsky của "Trung tâm PEN" Thụy Điển
- 2009: Huy chương Wallenberg của Đại học Michigan cho việc làm dũng cảm của một nhà báo đấu tranh khiến cho công chúng quan tâm tới tình trạng tham nhũng, che chở các tội phạm nhũng lạm phụ nữ và trẻ em.
- 2010: Giải Dũng cảm của International P.E.N (Tổ chức Văn bút quốc tế) dành cho các nhà văn bị truy hại vì niềm tin của họ[11]
- Ngày 15 tháng 9 năm 2011: Giải quốc tế Hrant Dink[12], trao cho những người làm việc cho một thế giới không có sự phân biệt chủng tộc, phân biệt đối xử và bạo lực, chấp nhận rủi ro cá nhân vì lý tưởng của họ, sử dụng ngôn ngữ của hòa bình và bằng cách làm như vậy, truyền cảm hứng và khuyến khích người khác.[13]
- 2011: Giải Olof Palme[14]

## Ấn phẩm
- Las provincias del alma, 2003, Demac.
- Los Demonios del Edén. El poder que protege a la pornografía infantil (2005) Rústica: 224 p. Grijalbo Random House Mondadori, ISBN 968-5957-58-4. México.
- Esta Boca es mía, Editorial Planeta, 2006, México.
- Memorias de una infamia, con prólogo de Carmen Aristegui (2007), Rústica: 271 p., Grijalbo Random House Mondadori, ISBN 978-970-810-143-1. México.
- Muérdele el corazón, novela, (2005) Plaza y Janés, México.
- Memorias de una infamia,edición española con prólogo de Rosa Montero (2008),
- Con mi Hij@ no - Manual para prevenir, entender y sanar el abuso sexual, 2008
- Memorias de una infamia. Publicado en Suecia con título: "Jag låter mig inte skrämmas", 2009
- Esclavas del poder, investigación periodística con historias contadas a la autora por mujeres y niñas que sobrevivieron a las redes mundiales de trata de personas. 2010.
- Mujer delfín: canción cotidiana de una mujer mexicana, Mérida, Yuc.: Maldonado Editores, 1995.
- Sklaverei. Im Inneren des Milliardengeschäfts Menschenhandel, Fischer, Frankfurt 2011, ISBN 978-3-10-010010-8 OCLC 60585430